# 42e division de chasseurs (Allemagne)
Pour les articles homonymes, voir 42e division.
La 42e division de Chasseurs (en allemand : 42. Jäger-Division) est une des divisions d'infanterie de l'armée allemande (Wehrmacht) durant la Seconde Guerre mondiale.

## Création et différentes dénominations
La 42. Jäger-Division est formée le 22 décembre 1943 en Croatie à partir de la 187. Reserve-Division.
Après avoir pris part à l'Opération Margarethe, l'occupation militaire de la Hongrie en mars 1944, la division retourne en Yougoslavie en mai, puis est transférée en Italie 2 mois plus tard.
Elle se rend en Italie en avril 1945.
Cette unité prend part à des opérations anti-partisans en Croatie.

## Organisation

### Commandants
| Date                             | Grade           | Commandant                        |
| -------------------------------- | --------------- | --------------------------------- |
| 1er janvier 1944 - 26 avril 1944 | Generalleutnant | Josef Brauner von Haydringen (uk) |
| 26 avril 1944 - 24 avril 1945    | Generalleutnant | Walter Jost                       |

### Officier d'opérations (Ia)
| Date                            | Grade          | Commandant             |
| ------------------------------- | -------------- | ---------------------- |
| 5 mars 1944 - 15 septembre 1944 | Oberstleutnant | Otto Mitlacher         |
| 15 septembre 1944 - ? 1945      | Major          | Georg von Mangelsdorff |

## Théâtres d'opérations
- Janvier 1944 - Mars 1944 : Elle est stationnée en Croatie ou elle prend part à plusieurs opérations anti-partisans[1]:
  - 12 au 19 février 1944 : Opération Kaub
  - 17 au 19 février 1944 : Opération Lauffeuer
  - 17 au 19 mars 1944 : Opération Cannae
  - 24 avril au 8 mai 1944 : Opération Ungewitter
- Mars 1944 - Mai 1944 : Hongrie
- Mai 1944 - Juillet 1944 : Yougoslavie
- Juillet 1944 - Avril 1945 : Italie

## Ordre de bataille
1944
- Jäger-Regiment 25
- Jäger-Regiment 40
- Aufklärungs-Abteilung 142
- Artillerie-Regiment 142
- Pionier-Bataillon 142
- Panzerjäger-Kompanie 142
- Gebirgs-Flak-Kompanie 142
- Nachrichten-Abteilung 142
- Feldersatz-Bataillon 142
- Versorgungseinheiten 142